# Conospermum coerulescens
Conospermum coerulescens är en tvåhjärtbladig växtart. Conospermum coerulescens ingår i släktet Conospermum och familjen Proteaceae.

## Underarter
Arten delas in i följande underarter:
- C. c. adpressum
- C. c. coerulescens
- C. c. dorrienii